# غدامس
غدامس (بالأمازيغية: ⵖⴷⵉⵎⵙ ، غديمس) مدينة ليبية تقع قرب مثلث حدود ليبيا مع كل من تونس والجزائر في الجزء الغربي من البلاد على خط عرض 30,08 شمالاً وخط طول 9,03 شرقاً، وترتفع عن مستوى سطح البحر 357 متراً. وتبعد 543 كيلومتراً جنوب غرب العاصمة طرابلس.
وغدامس هي واحة نخيل، سكانها 25 ألف نسمة، ويقال لها مدينة القوافل لمحطتها الرئيسية من الزمن البعيد، وتعد من أشهر المدن على خط التجارة بين شمال وجنوب الصحراء الكبرى ولها علاقة تاريخية مزدهرة في التجارة مع تمبكتو في مالي.
ترتبط مدينة غدامس بالعاصمة طرابلس بطريق بري يمتد لمسافة 600 كم ويمر تحت جبل نفوسة وهي السلسلة الجبلية الممتدة من الخمس إلى نالوت ويوجد بالقرب من المدينة مهبط للطائرات (مطار محلي) تربطها رحلات دورية مع مدينة طرابلس وسبها.
وصنّفت منظمة التربية والعلوم والثقافة التابعة للأمم المتحدة «اليونسكو» غدامس القديمة مدينة تاريخية ومحمية من قبل المنظمة، وقد كانت غدامس قديماً واحدة من أشهر المدن الأفريقية الشمالية التي لعبت دورا تجارياً مهماً بين شمال وجنوب الصحراء الكبرى بكونها محطة للقوافل، ودخل الإسلام غدامس سنة 44 هجرية على يد القائد التابعي عقبة بن نافع الفهري. وكانت الديانتان المسيحية واليهودية هما السائدتين قبل الإسلام والدلائل كثيرة على وجود هذه الديانات الإبراهيمية منها وجود قبيلة قديمة تنحدر من بني وليد تحمل اسم يوشع وهو اسم مقدس ذكر في سفر يوشع في العهد القديم ، يقول بروكوبيوس القيصري «توجد هنا أيضاً مدينة تسمى غدامس، وفيها يعيش المور الذين كانوا متسالمين مع الرومان منذ غابر الأزمان وقد كسب الأمبراطور جستنيان هؤلاء جميعاً واعتنقوا العقيدة النصرانية طوعاً ويسمى هؤلاء (Pacati)، لأن بينهم وبين الرومان معاهدة سلام دائمة» ومور هو أحد الأسماء التي وصف بها الليبيين الاصليين.
وقد خضعت المدينة قديماً لسيطرة الرومان، إلى أن دخلها المسلمون، وبلغت ذروة مجدها في القرن الثامن عشر عندما خضعت للحكم العثماني الموجود آنذاك في ليبيا، وأصبحت مركزاً مهماً للقوافل ونقطة للتجارة بين حواضر القارة الإفريقية، واحتلها الإيطاليون عام 1924 م، واخضعوها لسلطتهم حتى اندحارهم منها ودخول القوات الفرنسية إليها سنة 1940 م وظل الفرنسيون في غدامس حتى 1955.[بحاجة لمصدر]
تقسم ثلاثة أقسام: المدينة العتيقة حيث السور والجامع، وغابة النخيل، والمدينة الحديثة حيث المباني المستحدثة. وفي وسط المدينة عين الفرس.

## أصل التسمية
ذكرت عند المؤرخين القدماء أمثال بيليني الأكبر باسم (Cydamus) كما ذكرها بروكوبيوس القيصري باسم (Cidamẽ) وقال بأن سكانها من المور، وهي تسمية اطلقها البيزنطيين على الليبيين، مثلما أطلق الإغريق والرومان تسمية بربر.
الأسم الأصلي : (اغد اميس) وهي كلمة تارقية بحثة مشتقة من كلمتين،اغد وتعني اربط واميس البعير الذي عليه حمولة.
وتعني :مراح الإبل : أو أين تستريح الجِمال

## تاريخ
لقد وجدت منحوتات ونقوش حجرية تدل على وجود حياة في هذه المنطقة منذ 10000 سنة
احتلها القرطاجنيون سنة 795 ق.م ثم احتلها الرومان سنة 19 ق.م وافتتحها العرب بقيادة عقبة بن نافع سنة 42 هـ.
وصفها كثير من الجغرافيين والرحالة العرب فصاحب كتاب الاستبصار وصفها في القرن السادس الهجري بقوله «مدينة غدامس» مدينة لطيفة قديمة أزلية، واليها ينسب الجلد الغدامسي. وبها دوامس وكهوف كانت سجونا للملكة الأمازيغية ديهيا المدعوة ب الكاهنة التي كانت بأفريقية، وهذه الكهوف من بناء الأولين، فيها غرائب من البناء والأزاج المعقودة تحت الأرض ما يحار الناظر إليها إذا تأملها، تنبئ أنها ملوك سالفة وأمم دراسة، والكمأة تعظم بتلك البلاد حتى تتخذ فيها اليرابيع والأرانب أجحارا. وذكر ياقوت الحموى في كتابة معجم البلدان بأن في وسطها عينا أزلية وعليها أثر بنيان عجيب رومى يفيض الماء فيها، ويقسمه أهل البلدة بأقساط معلومة لا يقدر أحد يأخذ أكثر من حقه وعليها يزرعون ويقصد ياقوت بذلك عين الفرس.

### أهم الأحداث
فيما يلي بعض التواريخ المهمة في تاريخ مدينة غدامس
- سنة 667م دخل المسلمون إلى مدينة غدامس بقيادة عقبة بن نافع.
- القرن الثامن الميلادي بلغت مدينة غدامس ذروة مجدها كنقطة تجارية للقوافل المارة عبر الصحراء
- القرن السادس عشر خضعت غدامس لسيطرة الحكم العثماني في تونس.
- القرن الثامن عشر خضعت غدامس لسيطرة الحكم العثماني في ليبيا
- 1914م وصل الإيطاليون إلى غدامس بعد احتلال ليبيا باربع سنوات
- 1924م سيطر الإيطاليون سيطرة تامة على مدينة غدامس
- 1940م خضعت مدينة غدامس للسيطرة الفرنسية وذلك بعد الحرب العالمية الثانية وتضررت المدينة القديمة كثيرا من جراء ذلك.
- 1951م تم تسليم مدينة غدامس من الحكومة التونسية إلى الحكومة الليبية.
- 1955م مغادرة آخر جندي فرنسي لمدينة غدامس.
- 1981 بدأت العائلات بمغادرة مدينة غدامس القديمة إلى المدينة الحديثة.

## التقسيم الإداري
تعتبر غدامس أحد الدوائر الفرعية للدائرة الثامنة دائرة غريان

## السكان

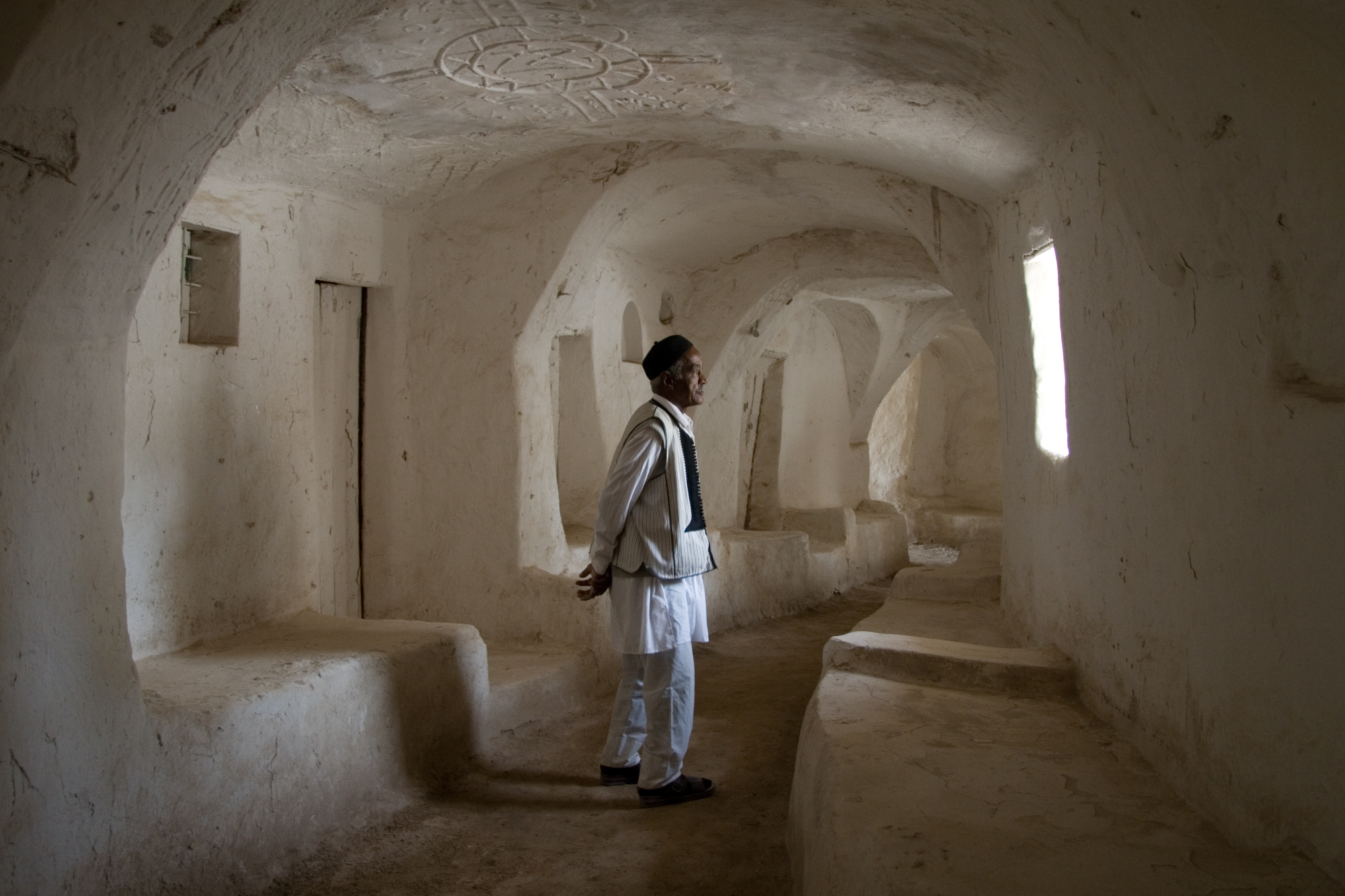
صورة من غدامس

سكانها الأصليون من الأمازيغ والطوارق، أما سكانها من الأمازيغ فهم المنتسبون إلى قبيلتين أمازيغيتين،  وهما:
1. بني وازيت.
2. بنو وليد.

وهؤلاء ينحدرون من قبائل زناتة الأمازيغية وجدهم واحد هو ورنوطن بن ورنيغن بن وجليدن ومن لحماتهم بنو مازيغ وبنو أدرار واولاد أبي زيد وبنو يوشع بالإضافة لبنو حفصة وهم من الحفصيين من بطون هنتاتة ويقولون ان الفقية الأباضي أبا المنيب إسماعيل بن درار الغدامسي هو جدهم وهو أحد الخمسة الذين نشروا المذهب الأباضي في شمال إفريقيا.
وأما الطوارق فقد سكن أسلافهم الملثمون غدامس منذ فجر التاريخ، حيث يقول الدكتور سعدون عباس في كتابه دولة المرابطين في المغرب والأندلس:
| غدامس | استوطن الملثمون المنطقة الصحراوية الممتدة من غدامس شرقا إلى المحيط الأطلسي غربا ومن جبال درن شمالا إلى أواسط الصحراء الكبرى جنوبا | غدامس |

## معالم المدينة

غدامس

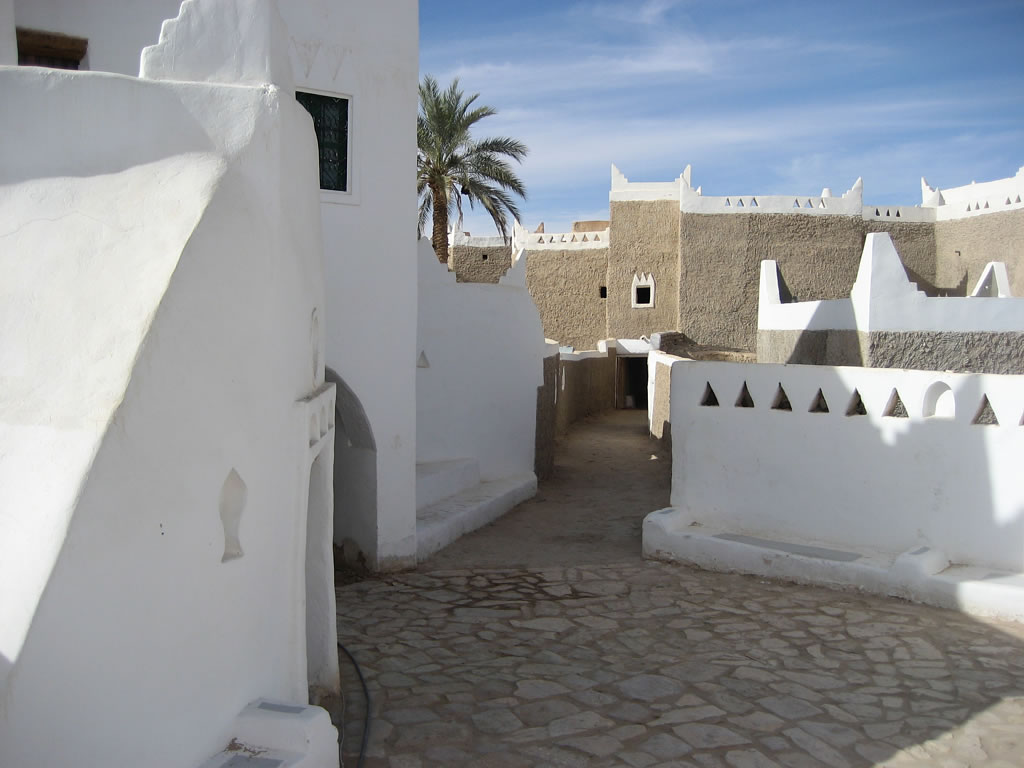
غدامس العريقة

من أهم الشواهد الأثرية التي لها قيمة من الناحية السياحية تمسمودين وهي أثار رومانية على هيئة أصنام وشبه أصنام مبنية بأحجار الجبس ويذكر أنها بقايا معابد رومانية قديمة، كما توجد بغدامس بقايا قصور أو شبه قصور أو لعلها حصون مهجورة منها قصر الغول شمالي غدامس وقصر بن عمير وقصر مقدول إضافة إلى القلعة العثمانية التي خصص جزء منها لمتحف غدامس، وتمثل عين الفرس ذات الشهرة التاريخية القديمة وبحيرة مجزم ومنطقة الرملة أهم المعالم السياحية بالمنطقة، ومن أهم معالم غدامس متحفها.

### متحف غدامس
متحف غدامس متحف فريد من نوعه، يعرض شتى الكنوز الأثرية والثقافية من حقب مختلفة من التاريخي الليبي الأمازيغي، تضم: الأدوات الحجرية، وأدوات من العصر الحجري، وكائنات متحجرة، وحرف وصناعات الطوارق التقليدية، وحيوانات وطيور وحشرات محفوظة تعد أمثلة على الحياة البرية الموجودة في المنطقة. وقد قسم المتحف إلى أجنحة متعددة، كل منها منفصل عن الآخر.

### عين الفرس
عين الفرس بغدامس من أهم معالمها على الإطلاق باعتباره النواة الأولى لتكون المدينة والينبوع الوحيد الذي جعل المدينة تستمر في عطائها ولكن الأكثر من ذلك أن السكان أضافوا أهمية أخرى على العين وذلك من خلال النظام المتبع في توزيع مياهها فقد استطاع الأهالي استغلال كل قطرة ماء تخرج من تلك العين بوضع 5 سواقي للعين تتفاوت حجما وسعة متوالية حسابية عجيبة يعرف بالقادوس.

### قصر مقدول
يوجد قصر مقدول غربي سور المدينة يتضح أنه روماني فهو دائري ذو باب خفي وقد استعمل للمراقبة يعتقد أن الإمبراطور كركلا بنى حصوناً في مدينة غدامس وذلك لتأمين هجمات الجرمنتين على مستعمرات الأمبراطورية الرومانية.

### الآثار (تمسمودين)
لا زالت بقاياها موجودة في الجهة الجنوبية الغربية من غدامس القديمة وهي آثار رومانية إلا أن البعض من الدارسين يرى أنها من بقايا حضارة الجرمنتيين أسلاف الطوارق  التي سادت جنوب ليبيا في العصور القديمة قبل مجيء الرومان ليدخل الجرمنتيون صراعا مع الرومان، أدى إلى حملة كورنيليوس على المنطقة وذلك في سنة 19 ق.م. لقد أجريت بعض الدراسات على تلك البقايا فالبعض يعتقد أنها مقابر وذلك للعثور على جماجم أسفلها ويرى البعض أنها أعمدة لبنايات دينية قديمة.[بحاجة لمصدر]

### بحيرة مجزم
وهي بحيرتان شديدتا الملوحة احداها عميقة ويقدر عمقها أكثر من 70 م.

### رأس الغول
وهو نتوء جبلي بالقرب من الحدود الجزائرية وحسب الحكايات الشعبية بالمدينة هو آخر معقل للكفار قبل استسلامهم للفتح الإسلامي علي يد عقبة بن نافع.

## الاقتصاد
من أهم مقومات مدينة غدامس السياحة حيث تشتهر المدينة بطبيعتها الصحراوية والعديد من الشواهد الاثارية على الحضارة التي كانت قائمة بهذه المدينة، هذا بالإضافة لعدة صناعات تقليدية كصناعة السعف والمشغولات اليدوية.

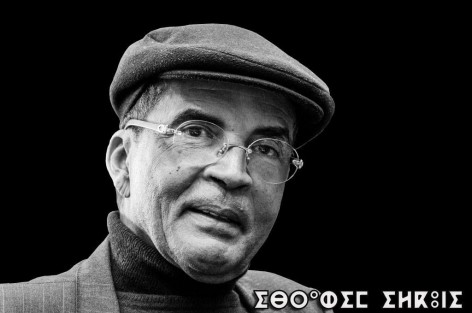
إبراهيم الكوني

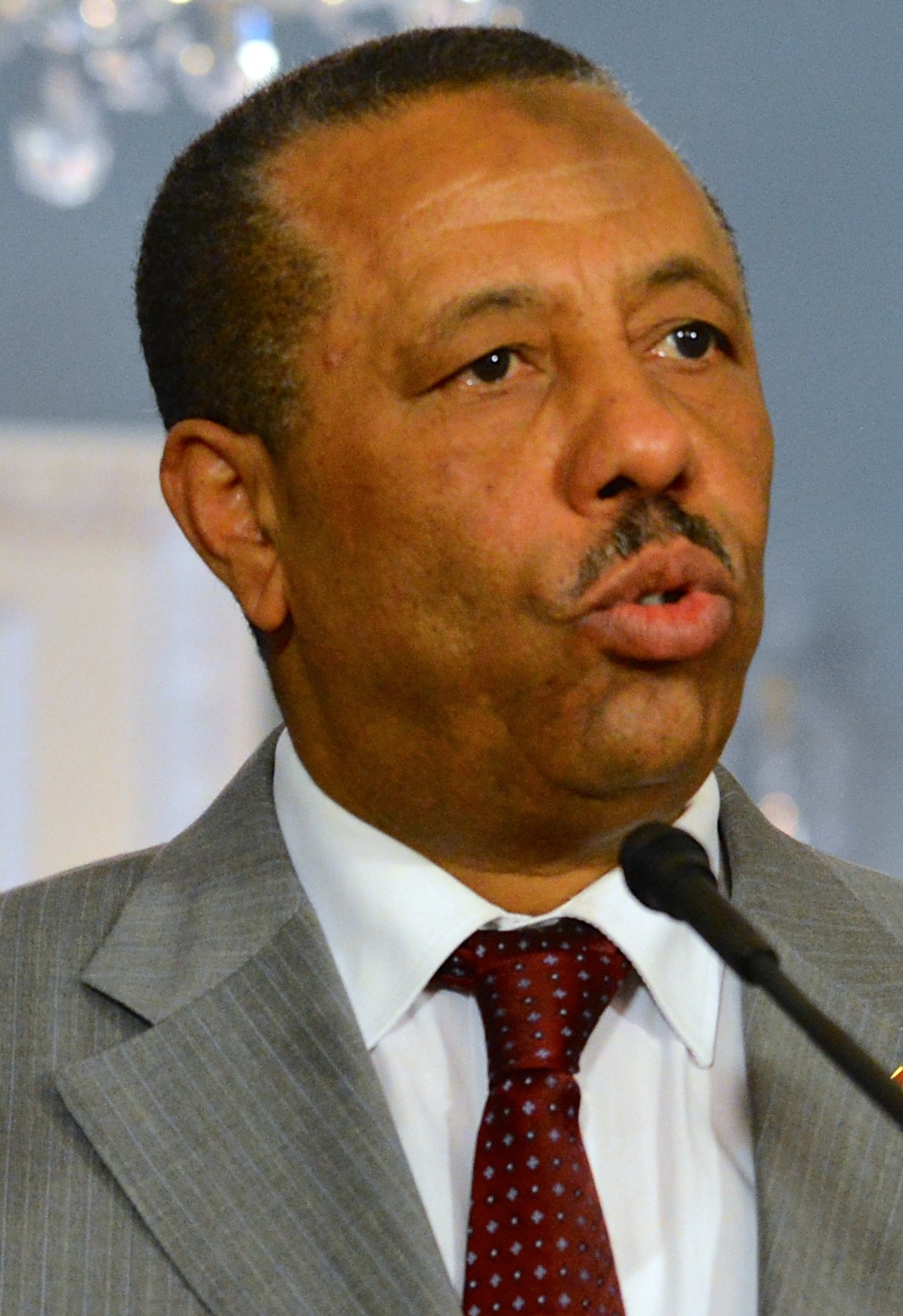
عبدالله الثني

## شخصيات

### إبراهيم الكوني
إبراهيم الكوني كاتب ليبي طارقي يؤلف في الرواية والدرسات الأدبية والنقدية واللغوية والتاريخ والسياسة. اختارته مجلة لير الفرنسية كأحد أبرز خمسين روائيا عالميا معاصرا، وأشادت به الأوساط الثقافية والنقدية والأكاديمية والرسمية في أوروبا وأمريكا واليابان، ورشحته لجائزة نوبل مرار، ووضع السويسريون اسمه في كتاب يخلد أبرز الشخصيات التي تقيم على أراضيهم وهو الكاتب الوحيد من منطقة الشرق الأوسط وشمال إفريقيا لا بل الوحيد أيضا من العالم الثالث في هذا الكتاب، ورئيس سويسرا اصطحبه معه في واحدة من أبرز المحطات الثقافية، حيث كان أول أجنبي اختير عضو شرف في وفد يرأسه الرئيس السويسري سنة 1998 م عندما كانت سويسرا ضيف شرف في معرض فرانكفورت الدولي للكتاب في عيده اليوبيل الخمسين، العيد الذهبي. وقد ألف 81 كتابا، وترجمت كتبه إلى لغات العالم الحية أي حوالي 40 لغة.

### عبد الله الثني
عبد الله الثني (مواليد 7 يناير 1954) رئيس الحكومة المؤقتة، بعد أن صوّت المؤتمر الوطني العام في يوم 11 مارس بحجب الثقة عن علي زيدان. شغل منصب وزير الدفاع في حكومة علي زيدان. عينه المؤتمر الوطني العام بالانتخاب خلفا لمحمد البرغثي على خلفية أحداث عنف في طرابلس قبل ذلك، وحلف اليمين في أغسطس 2013.

## خدمات

### المطارات
يوجد في مدينة غدامس مطارين:
- مطار غدامس القديم: ويعتبر من المطارات القديمة في ليبيا، حيث تم إنشاءه في فترة الاحتلال الفرنسي.
- مطار غدامس الحديث: وهو معد لاستقبال الطائرات الصغيرة والكبيرة، وبه عدة مهابط.

## معرض صور

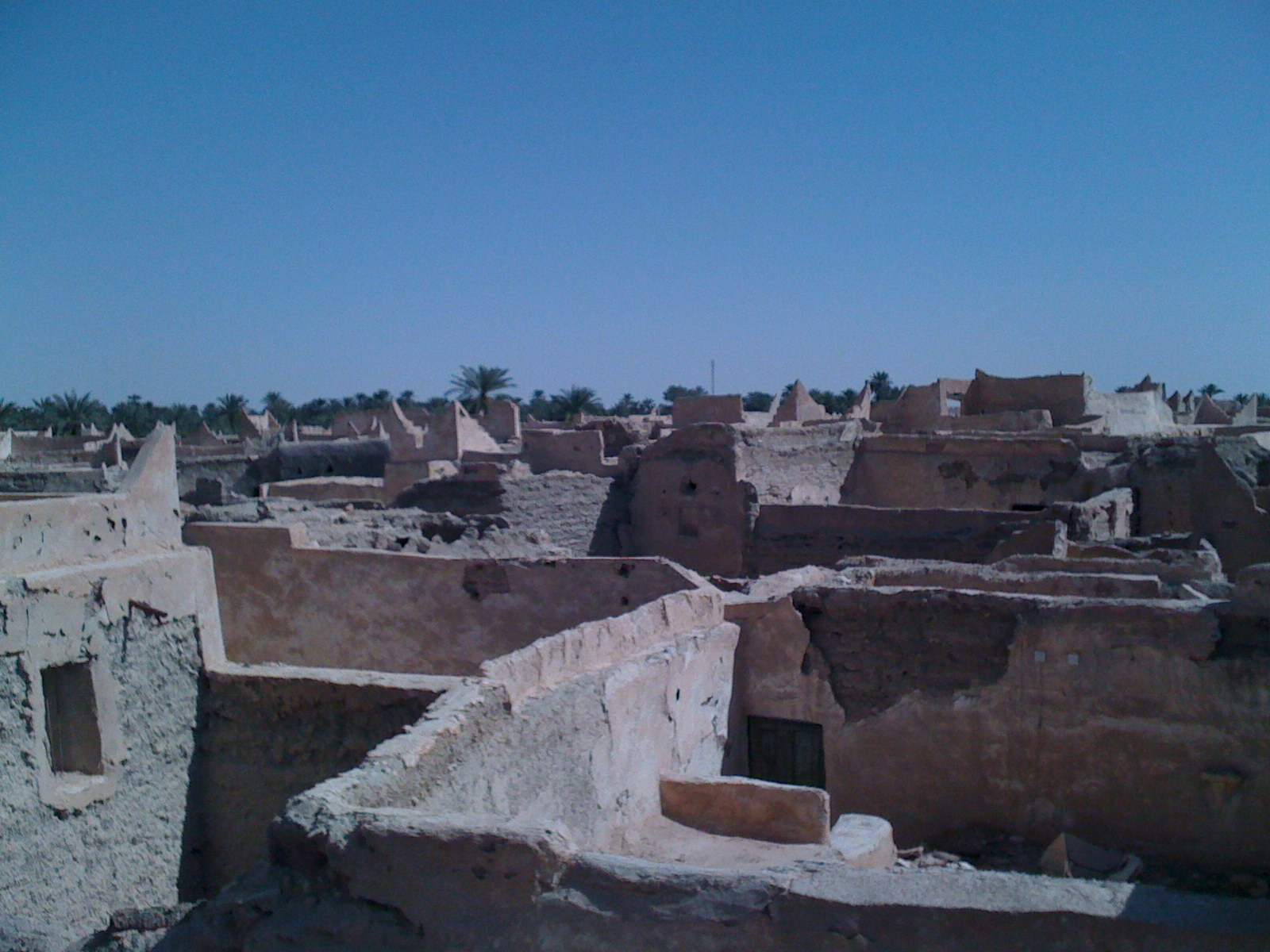
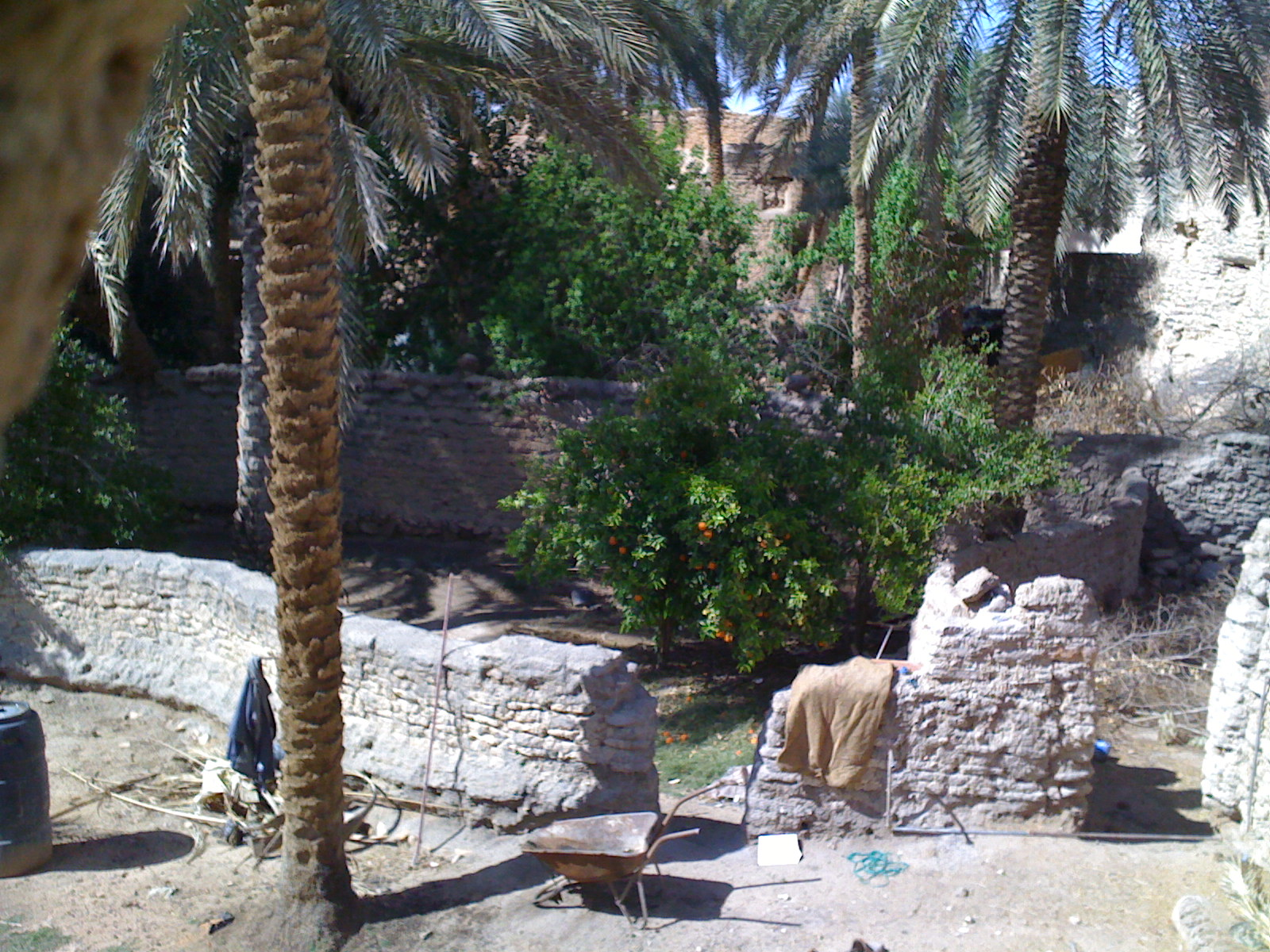
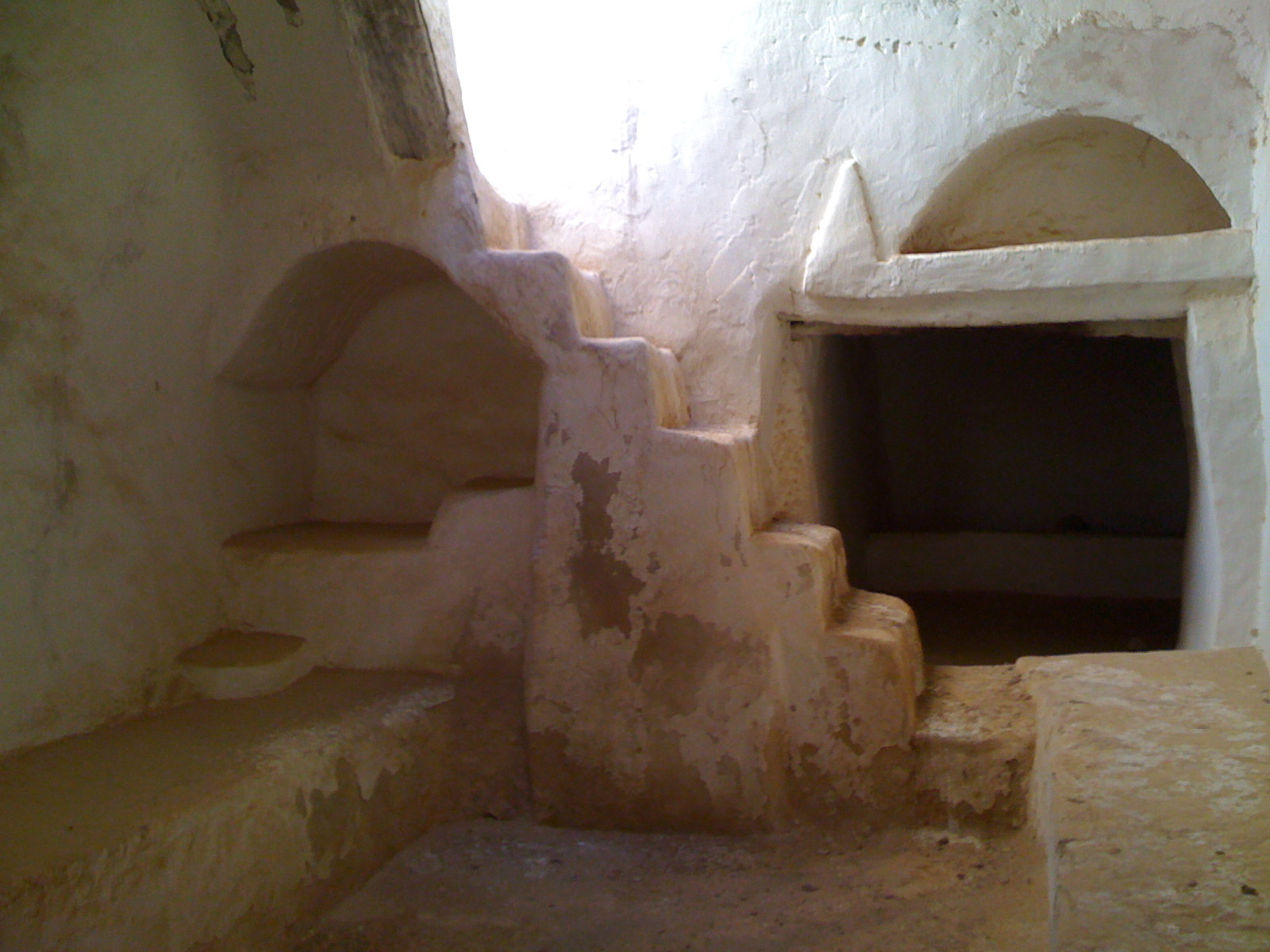
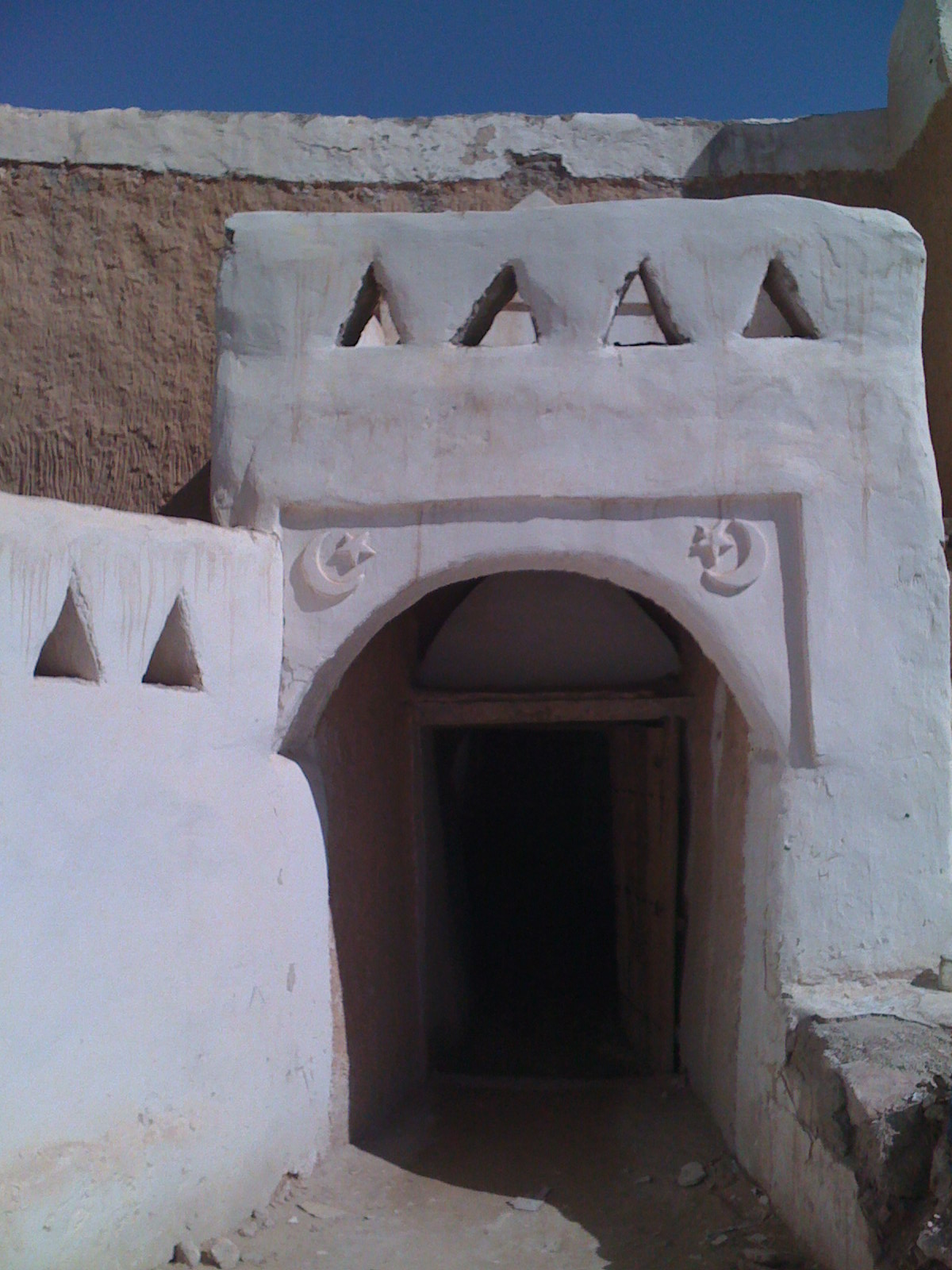
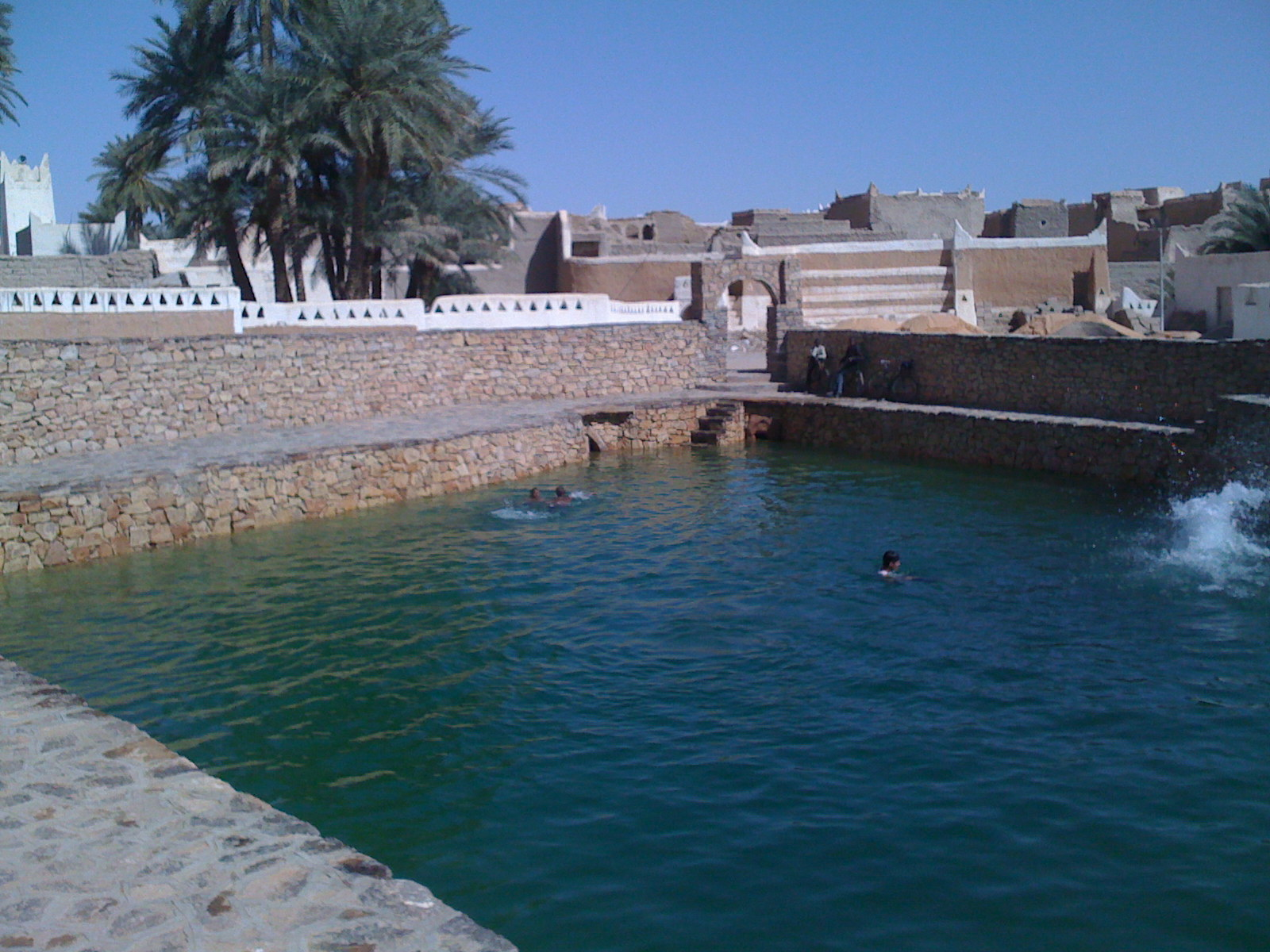

## وصلات خارجية
- صور للمدينة
- انظر أيضاً
- غدامس - ملف الصور- موقع المندوبية الدائمة الليبية لدى اليونسكو